# Élections législatives françaises de 1910
Les élections législatives de 1910 ont eu lieu en France les 24 avril et 8 mai 1910. 

## Contexte
Depuis les précédentes élections (1906) qui ont vu la victoire de la gauche, trois gouvernements se sont succédé (gouvernements Sarrien, Clemenceau 1, Briand 1). C'est durant cette législature que la loi de séparation des Églises et de l'État entre en vigueur et que les HBM (ancêtres des HLM) sont créés. Des troubles sociaux éclatent dans le Midi (1907, révolte des vignerons) ainsi qu'au Maroc (également en 1907).

## Système électoral
Les élections se déroulent au scrutin uninominal à deux tours par arrondissements (loi du 13 février 1889).

## Résultats
| Corps électoral | Corps électoral                                         | Corps électoral | Corps électoral | Corps électoral |
| --------------- | ------------------------------------------------------- | --------------- | --------------- | --------------- |
| Inscrits        | Inscrits                                                | 11 058 702      | 100,00          |                 |
| Votants         | Votants                                                 | 8 550 923       | 77,32           |                 |
| Abstentions     | Abstentions                                             | 2 507 779       | 22,68           |                 |
|                 |                                                         |                 |                 |                 |
| Résultat        |                                                         |                 |                 |                 |
| Partis          | Partis                                                  | Voix            | %               | Sièges          |
|                 | Parti républicain radical et radical socialiste (PRRRS) | 3 312 002       | 39,17           | 261             |
|                 | Fédération républicaine (FR)                            | 1 881 997       | 22,26           | 131             |
|                 | Section française de l'Internationale ouvrière (SFIO)   | 1 091 934       | 12,91           | 75              |
|                 | Alliance républicaine démocratique (ARD)                | 941 015         | 11,13           | 66              |
|                 | Action libérale populaire (ALP)                         | 737 616         | 8,72            | 30              |
|                 | Socialistes indépendants (SI)                           | 316 692         | 3,75            | 24              |
|                 | Parti nationaliste (PN)                                 | 149 564         | 1,77            | 7               |
|                 | Radicaux indépendants (RI)                              | 23 339          | 0,28            | 1               |

## Analyse
Ces élections se soldent par une victoire de la majorité de gauche, mais dont le nombre de sièges reste quasi stable. Mais cette majorité a perdu sa cohésion par suite de l'affaire des fiches et des inventaires ; beaucoup de radicaux-socialistes sont en réalité très modérés, et le gouvernement se fait désormais au centre. 
Les socialistes gagnent environ une trentaine de sièges, la droite en perd autant. Cette baisse de la droite est due à un recul des libéraux et des nationalistes, alors que les conservateurs progressent et deviennent le deuxième groupe de la Chambre.

## Xelégislature
Durée de la législature : 1er juin 1910 - 31 mai 1914.
Président de la République : Armand Fallières (jusqu'au 18 février 1913), Raymond Poincaré ensuite.
Président de la Chambre des députés : Henri Brisson (jusqu'au 13 avril 1912), Paul Deschanel ensuite.
| Gouvernement | Gouvernement     | Gouvernement                      | Dates (Durée)                                             | Président du Conseil      | Composition initiale                   |
| ------------ | ---------------- | --------------------------------- | --------------------------------------------------------- | ------------------------- | -------------------------------------- |
| 1            | Aristide Briand  | Gouvernement Aristide Briand (1)  | du 24 juillet 1909 au 3 novembre 1910 (1 an et 102 jours) | Aristide Briand (SI, PRS) | 12 ministres 4 sous-secrétaires d'État |
| 1            | Aristide Briand  | Gouvernement Aristide Briand (2)  | du 4 novembre 1910 au 27 février 1911 (115 jours)         | Aristide Briand (SI, PRS) | 12 ministres 4 sous-secrétaires d'État |
| 2            | Ernest Monis     | Gouvernement Ernest Monis         | du 2 mars 1911 au 23 juin 1911 (113 jours)                | Ernest Monis (PRRRS)      | 12 ministres 4 sous-secrétaires d'État |
| 3            | Joseph Caillaux  | Gouvernement Joseph Caillaux      | du 27 juin 1911 au 14 janvier 1912 (201 jours)            | Joseph Caillaux (PRRRS)   | 12 ministres 4 sous-secrétaires d'État |
| 4            | Raymond Poincaré | Gouvernement Raymond Poincaré (1) | du 14 janvier 1912 au 21 janvier 1913 (1 an et 7 jours)   | Raymond Poincaré (ARD)    | 12 ministres 4 sous-secrétaires d'État |
| 5            | Aristide Briand  | Gouvernement Aristide Briand (3)  | du 21 janvier 1913 au 18 février 1913 (28 jours)          | Aristide Briand (PRS)     | 12 ministres 4 sous-secrétaires d'État |
| 5            | Aristide Briand  | Gouvernement Aristide Briand (4)  | du 18 février 1913 au 22 mars 1913 (32 jours)             | Aristide Briand (PRS)     | 12 ministres 4 sous-secrétaires d'État |
| 6            | Louis Barthou    | Gouvernement Louis Barthou        | du 22 mars 1913 au 2 décembre 1913 (255 jours)            | Louis Barthou (ARD)       | 12 ministres 4 sous-secrétaires d'État |
| 7            | Gaston Doumergue | Gouvernement Gaston Doumergue (1) | du 2 décembre 1913 au 2 juin 1914 (182 jours)             | Gaston Doumergue (PRRRS)  | 12 ministres 4 sous-secrétaires d'État |

## Femmes
La féministe Marguerite Durand lance l'idée d'organiser des candidatures féminines aux élections législatives de 1910 et se présente dans le 9e arrondissement de Paris, mais sa candidature est rejetée par le préfet de la Seine.